# Volta a Califòrnia 2019
La Volta a Califòrnia 2019, catorzena edició de la Volta a Califòrnia, es disputà entre el 12 i el 18 de maig de 2019 sobre un recorregut de 1.253  km dividits en 7 etapes. La cursa formà part de l'UCI World Tour 2019, amb una categoria 2.UWT.
El vencedor final fou l'eslovè Tadej Pogačar (UAE Team Emirates), que fou acompanyat al podi per Sergio Higuita García (EF Education First Pro Cycling) i Kasper Asgreen (Deceuninck-Quick Step).

## Equips participants
Tots els UCI WorldTeams són convidats a prendre-hi part, però no obligats a fer-ho. El resultat fou la participació de tretze equips UCI WorldTeams, cins equips continentals professionals i una selecció nacional.
| WorldTeams (13)- Astana - Bahrain-Merida - Bora-hansgrohe - CCC Team - Deceuninck-Quick Step - EF Education First - Dimension Data - Team Jumbo-Visma - Katusha-Alpecin - Ineos - Team Sunweb - Trek-Segafredo - UAE Team Emirates Equips continentals professionals (5)- Cofidis, Solutions Crédits - Hagens Berman Axeon - Israel Cycling Academy - Rally UHC Cycling - Team Novo Nordisk Equip nacional- Estats Units d'Amèrica |
| |

## Etapes
| Etapa    | Data       | Ciutats d'etapa                    | type                    | Distància (km) | Vencedor de l'etapa | Líder de la general |
| -------- | ---------- | ---------------------------------- | ----------------------- | -------------- | ------------------- | ------------------- |
| 1a etapa | 12 de maig | Sacramento – Sacramento            | etapa plana             | 143            | Peter Sagan         | Peter Sagan         |
| 2a etapa | 13 de maig | Rancho Cordova – South Lake Tahoe  | etapa de muntanya       | 214,5          | Kasper Asgreen      | Tejay van Garderen  |
| 3a etapa | 14 de maig | Stockton – Morgan Hill             | etapa plana             | 208            | Rémi Cavagna        | Tejay van Garderen  |
| 4a etapa | 15 de maig | Circuit de Laguna Seca – Morro Bay | etapa de mitja muntanya | 214,5          | Fabio Jakobsen      | Tejay van Garderen  |
| 5a etapa | 16 de maig | Pismo Beach – Ventura              | etapa plana             | 219,5          | Iván García Cortina | Tejay van Garderen  |
| 6a etapa | 17 de maig | Ontario – Mount Baldy              | etapa de muntanya       | 127,5          | Tadej Pogačar       | Tadej Pogačar       |
| 7a etapa | 18 de maig | Santa Clarita – Pasadena           | etapa plana             | 126            | Cees Bol            | Tadej Pogačar       |

### 1a etapa
| \| Classificació de l'etapa \| Classificació de l'etapa \| Classificació de l'etapa \| Classificació de l'etapa \| Classificació de l'etapa \| \| Corredor \| Corredor \| Equip \| Temps \| \| \| ------------------------ \| ------------------------ \| ------------------------ \| ------------------------ \| ------------------------ \| \| 1r \| Peter Sagan \| Bora-Hansgrohe \| 3h 14' 10" \| \| \| 2n \| Travis McCabe \| Estats Units d'Amèrica \| + 0" \| \| \| 3r \| Max Walscheid \| Team Sunweb \| + 0" \| \| \| 4t \| Kristoffer Halvorsen \| Team Ineos \| + 0" \| \| \| 5è \| Michael Mørkøv \| Deceuninck-Quick Step \| + 0" \| \| \| 6è \| Owain Doull \| Team Ineos \| + 0" \| \| \| 7è \| John Degenkolb \| Trek-Segafredo \| + 4" \| \| \| 8è \| Phil Bauhaus \| Bahrain-Merida \| + 4" \| \| \| 9è \| Erik Baška \| Bora-Hansgrohe \| + 4" \| \| \| 10è \| Jasper Philipsen \| UAE Team Emirates \| + 4" \| \| |                      |                        |            |
| |                      |                        |            |
| Font: ProCyclingStats |                      |                        |            |
| Classificació de l'etapa |                      |                        |            |
| Corredor | Corredor             | Equip                  | Temps      |
| 1r | Peter Sagan          | Bora-Hansgrohe         | 3h 14' 10" |
| 2n | Travis McCabe        | Estats Units d'Amèrica | + 0"       |
| 3r | Max Walscheid        | Team Sunweb            | + 0"       |
| 4t | Kristoffer Halvorsen | Team Ineos             | + 0"       |
| 5è | Michael Mørkøv       | Deceuninck-Quick Step  | + 0"       |
| 6è | Owain Doull          | Team Ineos             | + 0"       |
| 7è | John Degenkolb       | Trek-Segafredo         | + 4"       |
| 8è | Phil Bauhaus         | Bahrain-Merida         | + 4"       |
| 9è | Erik Baška           | Bora-Hansgrohe         | + 4"       |
| 10è | Jasper Philipsen     | UAE Team Emirates      | + 4"       |

| \| Classificació general \| Classificació general \| Classificació general \| Classificació general \| Classificació general \| \| Corredor \| Corredor \| Equip \| Temps \| \| \| --------------------- \| --------------------- \| ---------------------- \| --------------------- \| --------------------- \| \| 1r \| Peter Sagan \| Bora-Hansgrohe \| 3h 14' 00" \| \| \| 2n \| Travis McCabe \| Estats Units d'Amèrica \| + 0" \| \| \| 3r \| Max Walscheid \| Team Sunweb \| + 0" \| \| \| 4t \| Kristoffer Halvorsen \| Team Ineos \| + 0" \| \| \| 5è \| Michael Mørkøv \| Deceuninck-Quick Step \| + 0" \| \| \| 6è \| Owain Doull \| Team Ineos \| + 0" \| \| \| 7è \| Tyler Stites \| Estats Units d'Amèrica \| + 0" \| \| \| 8è \| Felix Großschartner \| Bora-Hansgrohe \| + 0" \| \| \| 9è \| George Bennett \| Team Jumbo-Visma \| + 0" \| \| \| 10è \| Laurens De Vreese \| Astana \| + 0" \| \| |                      |                        |            |
| |                      |                        |            |
| Font: ProCyclingStats |                      |                        |            |
| Classificació general |                      |                        |            |
| Corredor | Corredor             | Equip                  | Temps      |
| 1r | Peter Sagan          | Bora-Hansgrohe         | 3h 14' 00" |
| 2n | Travis McCabe        | Estats Units d'Amèrica | + 0"       |
| 3r | Max Walscheid        | Team Sunweb            | + 0"       |
| 4t | Kristoffer Halvorsen | Team Ineos             | + 0"       |
| 5è | Michael Mørkøv       | Deceuninck-Quick Step  | + 0"       |
| 6è | Owain Doull          | Team Ineos             | + 0"       |
| 7è | Tyler Stites         | Estats Units d'Amèrica | + 0"       |
| 8è | Felix Großschartner  | Bora-Hansgrohe         | + 0"       |
| 9è | George Bennett       | Team Jumbo-Visma       | + 0"       |
| 10è | Laurens De Vreese    | Astana                 | + 0"       |

### 2a etapa
| \| Classificació de l'etapa \| Classificació de l'etapa \| Classificació de l'etapa \| Classificació de l'etapa \| Classificació de l'etapa \| \| Corredor \| Corredor \| Equip \| Temps \| \| \| ------------------------ \| ------------------------ \| ------------------------ \| ------------------------ \| ------------------------ \| \| 1r \| Kasper Asgreen \| Deceuninck-Quick Step \| 6h 17' 11" \| \| \| 2n \| Tejay van Garderen \| EF Education First \| + 0" \| \| \| 3r \| Gianni Moscon \| Team Ineos \| + 4" \| \| \| 4t \| Tadej Pogačar \| UAE Team Emirates \| + 10" \| \| \| 5è \| Maximilian Schachmann \| Bora-Hansgrohe \| + 16" \| \| \| 6è \| Jonas Gregaard Wilsly \| Astana \| + 27" \| \| \| 7è \| Rob Britton \| Rally UHC Cycling \| + 27" \| \| \| 8è \| Sergio Higuita García \| EF Education First \| + 31" \| \| \| 9è \| Rigoberto Urán \| EF Education First \| + 31" \| \| \| 10è \| George Bennett \| Team Jumbo-Visma \| + 31" \| \| |                       |                       |            |
| |                       |                       |            |
| Font: ProCyclingStats |                       |                       |            |
| Classificació de l'etapa |                       |                       |            |
| Corredor | Corredor              | Equip                 | Temps      |
| 1r | Kasper Asgreen        | Deceuninck-Quick Step | 6h 17' 11" |
| 2n | Tejay van Garderen    | EF Education First    | + 0"       |
| 3r | Gianni Moscon         | Team Ineos            | + 4"       |
| 4t | Tadej Pogačar         | UAE Team Emirates     | + 10"      |
| 5è | Maximilian Schachmann | Bora-Hansgrohe        | + 16"      |
| 6è | Jonas Gregaard Wilsly | Astana                | + 27"      |
| 7è | Rob Britton           | Rally UHC Cycling     | + 27"      |
| 8è | Sergio Higuita García | EF Education First    | + 31"      |
| 9è | Rigoberto Urán        | EF Education First    | + 31"      |
| 10è | George Bennett        | Team Jumbo-Visma      | + 31"      |

| \| Classificació general \| Classificació general \| Classificació general \| Classificació general \| Classificació general \| \| Corredor \| Corredor \| Equip \| Temps \| \| \| --------------------- \| -------------------------- \| --------------------- \| --------------------- \| --------------------- \| \| 1r \| Tejay van Garderen \| EF Education First \| 9h 31' 19" \| \| \| 2n \| Gianni Moscon \| Team Ineos \| + 6" \| \| \| 3r \| Kasper Asgreen \| Deceuninck-Quick Step \| + 7" \| \| \| 4t \| Tadej Pogačar \| UAE Team Emirates \| + 16" \| \| \| 5è \| Maximilian Schachmann \| Bora-Hansgrohe \| + 22" \| \| \| 6è \| Rob Britton \| Rally UHC Cycling \| + 33" \| \| \| 7è \| Jonas Gregaard Wilsly \| Astana \| + 33" \| \| \| 8è \| David de la Cruz Melgarejo \| Team Ineos \| + 34" \| \| \| 9è \| Felix Großschartner \| Bora-Hansgrohe \| + 35" \| \| \| 10è \| George Bennett \| Team Jumbo-Visma \| + 36" \| \| |                            |                       |            |
| |                            |                       |            |
| Font: ProCyclingStats |                            |                       |            |
| Classificació general |                            |                       |            |
| Corredor | Corredor                   | Equip                 | Temps      |
| 1r | Tejay van Garderen         | EF Education First    | 9h 31' 19" |
| 2n | Gianni Moscon              | Team Ineos            | + 6"       |
| 3r | Kasper Asgreen             | Deceuninck-Quick Step | + 7"       |
| 4t | Tadej Pogačar              | UAE Team Emirates     | + 16"      |
| 5è | Maximilian Schachmann      | Bora-Hansgrohe        | + 22"      |
| 6è | Rob Britton                | Rally UHC Cycling     | + 33"      |
| 7è | Jonas Gregaard Wilsly      | Astana                | + 33"      |
| 8è | David de la Cruz Melgarejo | Team Ineos            | + 34"      |
| 9è | Felix Großschartner        | Bora-Hansgrohe        | + 35"      |
| 10è | George Bennett             | Team Jumbo-Visma      | + 36"      |

### 3a etapa
| \| Classificació de l'etapa \| Classificació de l'etapa \| Classificació de l'etapa \| Classificació de l'etapa \| Classificació de l'etapa \| \| Corredor \| Corredor \| Equip \| Temps \| \| \| ------------------------ \| ------------------------ \| ------------------------ \| ------------------------ \| ------------------------ \| \| 1r \| Rémi Cavagna \| Deceuninck-Quick Step \| 5h 44' 22" \| \| \| 2n \| Benjamin King \| Dimension Data \| + 7' 11" \| \| \| 3r \| Simon Geschke \| CCC Team \| + 7' 11" \| \| \| 4t \| Kasper Asgreen \| Deceuninck-Quick Step \| + 7' 47" \| \| \| 5è \| Jasper Philipsen \| UAE Team Emirates \| + 7' 47" \| \| \| 6è \| Maximilian Schachmann \| Bora-Hansgrohe \| + 7' 47" \| \| \| 7è \| Nathan Haas \| Katusha-Alpecin \| + 7' 47" \| \| \| 8è \| Davide Ballerini \| Astana \| + 7' 47" \| \| \| 9è \| Zdeněk Štybar \| Deceuninck-Quick Step \| + 7' 47" \| \| \| 10è \| Tadej Pogačar \| UAE Team Emirates \| + 7' 47" \| \| |                       |                       |            |
| |                       |                       |            |
| Font: ProCyclingStats |                       |                       |            |
| Classificació de l'etapa |                       |                       |            |
| Corredor | Corredor              | Equip                 | Temps      |
| 1r | Rémi Cavagna          | Deceuninck-Quick Step | 5h 44' 22" |
| 2n | Benjamin King         | Dimension Data        | + 7' 11"   |
| 3r | Simon Geschke         | CCC Team              | + 7' 11"   |
| 4t | Kasper Asgreen        | Deceuninck-Quick Step | + 7' 47"   |
| 5è | Jasper Philipsen      | UAE Team Emirates     | + 7' 47"   |
| 6è | Maximilian Schachmann | Bora-Hansgrohe        | + 7' 47"   |
| 7è | Nathan Haas           | Katusha-Alpecin       | + 7' 47"   |
| 8è | Davide Ballerini      | Astana                | + 7' 47"   |
| 9è | Zdeněk Štybar         | Deceuninck-Quick Step | + 7' 47"   |
| 10è | Tadej Pogačar         | UAE Team Emirates     | + 7' 47"   |

| \| Classificació general \| Classificació general \| Classificació general \| Classificació general \| Classificació general \| \| Corredor \| Corredor \| Equip \| Temps \| \| \| --------------------- \| -------------------------- \| --------------------- \| --------------------- \| --------------------- \| \| 1r \| Tejay van Garderen \| EF Education First \| 15h 26' 28" \| \| \| 2n \| Gianni Moscon \| Team Ineos \| + 6" \| \| \| 3r \| Kasper Asgreen \| Deceuninck-Quick Step \| + 7" \| \| \| 4t \| Tadej Pogačar \| UAE Team Emirates \| + 16" \| \| \| 5è \| Maximilian Schachmann \| Bora-Hansgrohe \| + 22" \| \| \| 6è \| Rob Britton \| Rally UHC Cycling \| + 33" \| \| \| 7è \| Jonas Gregaard Wilsly \| Astana \| + 33" \| \| \| 8è \| David de la Cruz Melgarejo \| Team Ineos \| + 34" \| \| \| 9è \| Felix Großschartner \| Bora-Hansgrohe \| + 35" \| \| \| 10è \| George Bennett \| Team Jumbo-Visma \| + 36" \| \| |                            |                       |             |
| |                            |                       |             |
| Font: ProCyclingStats |                            |                       |             |
| Classificació general |                            |                       |             |
| Corredor | Corredor                   | Equip                 | Temps       |
| 1r | Tejay van Garderen         | EF Education First    | 15h 26' 28" |
| 2n | Gianni Moscon              | Team Ineos            | + 6"        |
| 3r | Kasper Asgreen             | Deceuninck-Quick Step | + 7"        |
| 4t | Tadej Pogačar              | UAE Team Emirates     | + 16"       |
| 5è | Maximilian Schachmann      | Bora-Hansgrohe        | + 22"       |
| 6è | Rob Britton                | Rally UHC Cycling     | + 33"       |
| 7è | Jonas Gregaard Wilsly      | Astana                | + 33"       |
| 8è | David de la Cruz Melgarejo | Team Ineos            | + 34"       |
| 9è | Felix Großschartner        | Bora-Hansgrohe        | + 35"       |
| 10è | George Bennett             | Team Jumbo-Visma      | + 36"       |

### 4a etapa
| \| Classificació de l'etapa \| Classificació de l'etapa \| Classificació de l'etapa \| Classificació de l'etapa \| Classificació de l'etapa \| \| Corredor \| Corredor \| Equip \| Temps \| \| \| ------------------------ \| --------------------------- \| -------------------------- \| ------------------------ \| ------------------------ \| \| 1r \| Fabio Jakobsen \| Deceuninck-Quick Step \| 5h 53' 22" \| \| \| 2n \| Jasper Philipsen \| UAE Team Emirates \| + 0" \| \| \| 3r \| Peter Sagan \| Bora-Hansgrohe \| + 0" \| \| \| 4t \| Nacer Bouhanni \| Cofidis, Solutions Crédits \| + 0" \| \| \| 5è \| Reinardt Janse van Rensburg \| Dimension Data \| + 0" \| \| \| 6è \| Davide Ballerini \| Astana \| + 0" \| \| \| 7è \| Phil Bauhaus \| Bahrain-Merida \| + 0" \| \| \| 8è \| Kristoffer Halvorsen \| Team Ineos \| + 0" \| \| \| 9è \| Danny van Poppel \| Team Jumbo-Visma \| + 0" \| \| \| 10è \| Kasper Asgreen \| Deceuninck-Quick Step \| + 0" \| \| |                             |                            |            |
| |                             |                            |            |
| Font: ProCyclingStats |                             |                            |            |
| Classificació de l'etapa |                             |                            |            |
| Corredor | Corredor                    | Equip                      | Temps      |
| 1r | Fabio Jakobsen              | Deceuninck-Quick Step      | 5h 53' 22" |
| 2n | Jasper Philipsen            | UAE Team Emirates          | + 0"       |
| 3r | Peter Sagan                 | Bora-Hansgrohe             | + 0"       |
| 4t | Nacer Bouhanni              | Cofidis, Solutions Crédits | + 0"       |
| 5è | Reinardt Janse van Rensburg | Dimension Data             | + 0"       |
| 6è | Davide Ballerini            | Astana                     | + 0"       |
| 7è | Phil Bauhaus                | Bahrain-Merida             | + 0"       |
| 8è | Kristoffer Halvorsen        | Team Ineos                 | + 0"       |
| 9è | Danny van Poppel            | Team Jumbo-Visma           | + 0"       |
| 10è | Kasper Asgreen              | Deceuninck-Quick Step      | + 0"       |

| \| Classificació general \| Classificació general \| Classificació general \| Classificació general \| Classificació general \| \| Corredor \| Corredor \| Equip \| Temps \| \| \| --------------------- \| -------------------------- \| --------------------- \| --------------------- \| --------------------- \| \| 1r \| Tejay van Garderen \| EF Education First \| 21h 16' 50" \| \| \| 2n \| Gianni Moscon \| Team Ineos \| + 6" \| \| \| 3r \| Kasper Asgreen \| Deceuninck-Quick Step \| + 7" \| \| \| 4t \| Tadej Pogačar \| UAE Team Emirates \| + 16" \| \| \| 5è \| Maximilian Schachmann \| Bora-Hansgrohe \| + 22" \| \| \| 6è \| Rob Britton \| Rally UHC Cycling \| + 33" \| \| \| 7è \| Jonas Gregaard Wilsly \| Astana \| + 33" \| \| \| 8è \| David de la Cruz Melgarejo \| Team Ineos \| + 34" \| \| \| 9è \| Felix Großschartner \| Bora-Hansgrohe \| + 35" \| \| \| 10è \| George Bennett \| Team Jumbo-Visma \| + 36" \| \| |                            |                       |             |
| |                            |                       |             |
| Font: ProCyclingStats |                            |                       |             |
| Classificació general |                            |                       |             |
| Corredor | Corredor                   | Equip                 | Temps       |
| 1r | Tejay van Garderen         | EF Education First    | 21h 16' 50" |
| 2n | Gianni Moscon              | Team Ineos            | + 6"        |
| 3r | Kasper Asgreen             | Deceuninck-Quick Step | + 7"        |
| 4t | Tadej Pogačar              | UAE Team Emirates     | + 16"       |
| 5è | Maximilian Schachmann      | Bora-Hansgrohe        | + 22"       |
| 6è | Rob Britton                | Rally UHC Cycling     | + 33"       |
| 7è | Jonas Gregaard Wilsly      | Astana                | + 33"       |
| 8è | David de la Cruz Melgarejo | Team Ineos            | + 34"       |
| 9è | Felix Großschartner        | Bora-Hansgrohe        | + 35"       |
| 10è | George Bennett             | Team Jumbo-Visma      | + 36"       |

### 5a etapa
| \| Classificació de l'etapa \| Classificació de l'etapa \| Classificació de l'etapa \| Classificació de l'etapa \| Classificació de l'etapa \| \| Corredor \| Corredor \| Equip \| Temps \| \| \| ------------------------ \| ------------------------------- \| -------------------------- \| ------------------------ \| ------------------------ \| \| 1r \| Iván García Cortina \| Bahrain-Merida \| 4h 56' 11" \| \| \| 2n \| Maximiliano Richeze Araquistain \| Deceuninck-Quick Step \| + 0" \| \| \| 3r \| Sergio Higuita García \| EF Education First \| + 0" \| \| \| 4t \| Joris Nieuwenhuis \| Team Sunweb \| + 0" \| \| \| 5è \| Kasper Asgreen \| Deceuninck-Quick Step \| + 0" \| \| \| 6è \| Maximilian Schachmann \| Bora-Hansgrohe \| + 0" \| \| \| 7è \| Paweł Bernas \| CCC Team \| + 0" \| \| \| 8è \| Nacer Bouhanni \| Cofidis, Solutions Crédits \| + 0" \| \| \| 9è \| Tadej Pogačar \| UAE Team Emirates \| + 0" \| \| \| 10è \| Hugo Houle \| Astana \| + 0" \| \| |                                 |                            |            |
| |                                 |                            |            |
| Font: ProCyclingStats |                                 |                            |            |
| Classificació de l'etapa |                                 |                            |            |
| Corredor | Corredor                        | Equip                      | Temps      |
| 1r | Iván García Cortina             | Bahrain-Merida             | 4h 56' 11" |
| 2n | Maximiliano Richeze Araquistain | Deceuninck-Quick Step      | + 0"       |
| 3r | Sergio Higuita García           | EF Education First         | + 0"       |
| 4t | Joris Nieuwenhuis               | Team Sunweb                | + 0"       |
| 5è | Kasper Asgreen                  | Deceuninck-Quick Step      | + 0"       |
| 6è | Maximilian Schachmann           | Bora-Hansgrohe             | + 0"       |
| 7è | Paweł Bernas                    | CCC Team                   | + 0"       |
| 8è | Nacer Bouhanni                  | Cofidis, Solutions Crédits | + 0"       |
| 9è | Tadej Pogačar                   | UAE Team Emirates          | + 0"       |
| 10è | Hugo Houle                      | Astana                     | + 0"       |

| \| Classificació general \| Classificació general \| Classificació general \| Classificació general \| Classificació general \| \| Corredor \| Corredor \| Equip \| Temps \| \| \| --------------------- \| --------------------- \| --------------------- \| --------------------- \| --------------------- \| \| 1r \| Tejay van Garderen \| EF Education First \| 26h 13' 01" \| \| \| 2n \| Kasper Asgreen \| Deceuninck-Quick Step \| + 4" \| \| \| 3r \| Gianni Moscon \| Team Ineos \| + 6" \| \| \| 4t \| Tadej Pogačar \| UAE Team Emirates \| + 16" \| \| \| 5è \| Maximilian Schachmann \| Bora-Hansgrohe \| + 22" \| \| \| 6è \| Sergio Higuita García \| EF Education First \| + 28" \| \| \| 7è \| Jonas Gregaard Wilsly \| Astana \| + 33" \| \| \| 8è \| George Bennett \| Team Jumbo-Visma \| + 34" \| \| \| 9è \| Felix Großschartner \| Bora-Hansgrohe \| + 35" \| \| \| 10è \| Rigoberto Urán \| EF Education First \| + 36" \| \| |                       |                       |             |
| |                       |                       |             |
| Font: ProCyclingStats |                       |                       |             |
| Classificació general |                       |                       |             |
| Corredor | Corredor              | Equip                 | Temps       |
| 1r | Tejay van Garderen    | EF Education First    | 26h 13' 01" |
| 2n | Kasper Asgreen        | Deceuninck-Quick Step | + 4"        |
| 3r | Gianni Moscon         | Team Ineos            | + 6"        |
| 4t | Tadej Pogačar         | UAE Team Emirates     | + 16"       |
| 5è | Maximilian Schachmann | Bora-Hansgrohe        | + 22"       |
| 6è | Sergio Higuita García | EF Education First    | + 28"       |
| 7è | Jonas Gregaard Wilsly | Astana                | + 33"       |
| 8è | George Bennett        | Team Jumbo-Visma      | + 34"       |
| 9è | Felix Großschartner   | Bora-Hansgrohe        | + 35"       |
| 10è | Rigoberto Urán        | EF Education First    | + 36"       |

### 6a etapa
| \| Classificació de l'etapa \| Classificació de l'etapa \| Classificació de l'etapa \| Classificació de l'etapa \| Classificació de l'etapa \| \| Corredor \| Corredor \| Equip \| Temps \| \| \| ------------------------ \| ------------------------ \| -------------------------- \| ------------------------ \| ------------------------ \| \| 1r \| Tadej Pogačar \| UAE Team Emirates \| 3h 48' 49" \| \| \| 2n \| Sergio Higuita García \| EF Education First \| + 0" \| \| \| 3r \| George Bennett \| Team Jumbo-Visma \| + 5" \| \| \| 4t \| Richie Porte \| Trek-Segafredo \| + 10" \| \| \| 5è \| Riccardo Zoidl \| CCC Team \| + 20" \| \| \| 6è \| Kasper Asgreen \| Deceuninck-Quick Step \| + 22" \| \| \| 7è \| Simon Špilak \| Katusha-Alpecin \| + 25" \| \| \| 8è \| Rohan Dennis \| Bahrain-Merida \| + 47" \| \| \| 9è \| Rob Britton \| Rally UHC Cycling \| + 47" \| \| \| 10è \| Jesper Hansen \| Cofidis, Solutions Crédits \| + 47" \| \| |                       |                            |            |
| |                       |                            |            |
| Font: ProCyclingStats |                       |                            |            |
| Classificació de l'etapa |                       |                            |            |
| Corredor | Corredor              | Equip                      | Temps      |
| 1r | Tadej Pogačar         | UAE Team Emirates          | 3h 48' 49" |
| 2n | Sergio Higuita García | EF Education First         | + 0"       |
| 3r | George Bennett        | Team Jumbo-Visma           | + 5"       |
| 4t | Richie Porte          | Trek-Segafredo             | + 10"      |
| 5è | Riccardo Zoidl        | CCC Team                   | + 20"      |
| 6è | Kasper Asgreen        | Deceuninck-Quick Step      | + 22"      |
| 7è | Simon Špilak          | Katusha-Alpecin            | + 25"      |
| 8è | Rohan Dennis          | Bahrain-Merida             | + 47"      |
| 9è | Rob Britton           | Rally UHC Cycling          | + 47"      |
| 10è | Jesper Hansen         | Cofidis, Solutions Crédits | + 47"      |

| \| Classificació general \| Classificació general \| Classificació general \| Classificació general \| Classificació general \| \| Corredor \| Corredor \| Equip \| Temps \| \| \| --------------------- \| --------------------- \| -------------------------- \| --------------------- \| --------------------- \| \| 1r \| Tadej Pogačar \| UAE Team Emirates \| 30h 01' 56" \| \| \| 2n \| Sergio Higuita García \| EF Education First \| + 16" \| \| \| 3r \| Kasper Asgreen \| Deceuninck-Quick Step \| + 20" \| \| \| 4t \| George Bennett \| Team Jumbo-Visma \| + 29" \| \| \| 5è \| Richie Porte \| Trek-Segafredo \| + 41" \| \| \| 6è \| Simon Špilak \| Katusha-Alpecin \| + 1' 03" \| \| \| 7è \| Jesper Hansen \| Cofidis, Solutions Crédits \| + 1' 18" \| \| \| 8è \| Felix Großschartner \| Bora-Hansgrohe \| + 1' 18" \| \| \| 9è \| Tejay van Garderen \| EF Education First \| + 1' 22" \| \| \| 10è \| Rohan Dennis \| Bahrain-Merida \| + 1' 23" \| \| |                       |                            |             |
| |                       |                            |             |
| Font: ProCyclingStats |                       |                            |             |
| Classificació general |                       |                            |             |
| Corredor | Corredor              | Equip                      | Temps       |
| 1r | Tadej Pogačar         | UAE Team Emirates          | 30h 01' 56" |
| 2n | Sergio Higuita García | EF Education First         | + 16"       |
| 3r | Kasper Asgreen        | Deceuninck-Quick Step      | + 20"       |
| 4t | George Bennett        | Team Jumbo-Visma           | + 29"       |
| 5è | Richie Porte          | Trek-Segafredo             | + 41"       |
| 6è | Simon Špilak          | Katusha-Alpecin            | + 1' 03"    |
| 7è | Jesper Hansen         | Cofidis, Solutions Crédits | + 1' 18"    |
| 8è | Felix Großschartner   | Bora-Hansgrohe             | + 1' 18"    |
| 9è | Tejay van Garderen    | EF Education First         | + 1' 22"    |
| 10è | Rohan Dennis          | Bahrain-Merida             | + 1' 23"    |

### 7a etapa
| \| Classificació de l'etapa \| Classificació de l'etapa \| Classificació de l'etapa \| Classificació de l'etapa \| Classificació de l'etapa \| \| Corredor \| Corredor \| Equip \| Temps \| \| \| ------------------------ \| ------------------------------- \| ------------------------ \| ------------------------ \| ------------------------ \| \| 1r \| Cees Bol \| Team Sunweb \| 2h 53' 16" \| \| \| 2n \| Peter Sagan \| Bora-Hansgrohe \| + 0" \| \| \| 3r \| Jasper Philipsen \| UAE Team Emirates \| + 0" \| \| \| 4t \| Phil Bauhaus \| Bahrain-Merida \| + 0" \| \| \| 5è \| Maximiliano Richeze Araquistain \| Deceuninck-Quick Step \| + 0" \| \| \| 6è \| Kristoffer Halvorsen \| Team Ineos \| + 0" \| \| \| 7è \| Travis McCabe \| Floyd's Pro Cycling \| + 0" \| \| \| 8è \| Andrea Peron \| Team Novo Nordisk \| + 0" \| \| \| 9è \| Jens Debusschere \| Katusha-Alpecin \| + 0" \| \| \| 10è \| Edwin Ávila Vanegas \| Israel Cycling Academy \| + 0" \| \| |                                 |                        |            |
| |                                 |                        |            |
| Font: ProCyclingStats |                                 |                        |            |
| Classificació de l'etapa |                                 |                        |            |
| Corredor | Corredor                        | Equip                  | Temps      |
| 1r | Cees Bol                        | Team Sunweb            | 2h 53' 16" |
| 2n | Peter Sagan                     | Bora-Hansgrohe         | + 0"       |
| 3r | Jasper Philipsen                | UAE Team Emirates      | + 0"       |
| 4t | Phil Bauhaus                    | Bahrain-Merida         | + 0"       |
| 5è | Maximiliano Richeze Araquistain | Deceuninck-Quick Step  | + 0"       |
| 6è | Kristoffer Halvorsen            | Team Ineos             | + 0"       |
| 7è | Travis McCabe                   | Floyd's Pro Cycling    | + 0"       |
| 8è | Andrea Peron                    | Team Novo Nordisk      | + 0"       |
| 9è | Jens Debusschere                | Katusha-Alpecin        | + 0"       |
| 10è | Edwin Ávila Vanegas             | Israel Cycling Academy | + 0"       |

## Classificacions finals

### Classificació general
| \| Classificació general \| Classificació general \| Classificació general \| Classificació general \| Classificació general \| \| Corredor \| Corredor \| Equip \| Temps \| \| \| --------------------- \| --------------------- \| -------------------------- \| --------------------- \| --------------------- \| \| 1r \| Tadej Pogačar \| UAE Team Emirates \| 32h 55' 12" \| \| \| 2n \| Sergio Higuita García \| EF Education First \| + 16" \| \| \| 3r \| Kasper Asgreen \| Deceuninck-Quick Step \| + 17" \| \| \| 4t \| George Bennett \| Team Jumbo-Visma \| + 29" \| \| \| 5è \| Richie Porte \| Trek-Segafredo \| + 41" \| \| \| 6è \| Simon Špilak \| Katusha-Alpecin \| + 1' 03" \| \| \| 7è \| Jesper Hansen \| Cofidis, Solutions Crédits \| + 1' 18" \| \| \| 8è \| Felix Großschartner \| Bora-Hansgrohe \| + 1' 18" \| \| \| 9è \| Tejay van Garderen \| EF Education First \| + 1' 22" \| \| \| 10è \| Maximilian Schachmann \| Bora-Hansgrohe \| + 1' 23" \| \| |                       |                            |             |
| |                       |                            |             |
| Font: ProCyclingStats |                       |                            |             |
| Classificació general |                       |                            |             |
| Corredor | Corredor              | Equip                      | Temps       |
| 1r | Tadej Pogačar         | UAE Team Emirates          | 32h 55' 12" |
| 2n | Sergio Higuita García | EF Education First         | + 16"       |
| 3r | Kasper Asgreen        | Deceuninck-Quick Step      | + 17"       |
| 4t | George Bennett        | Team Jumbo-Visma           | + 29"       |
| 5è | Richie Porte          | Trek-Segafredo             | + 41"       |
| 6è | Simon Špilak          | Katusha-Alpecin            | + 1' 03"    |
| 7è | Jesper Hansen         | Cofidis, Solutions Crédits | + 1' 18"    |
| 8è | Felix Großschartner   | Bora-Hansgrohe             | + 1' 18"    |
| 9è | Tejay van Garderen    | EF Education First         | + 1' 22"    |
| 10è | Maximilian Schachmann | Bora-Hansgrohe             | + 1' 23"    |

## Classificacions secundàries
| Classificació per punts | Classificació per punts         | Classificació per punts | Classificació per punts | Classificació per punts |
| Corredor                | Corredor                        | Equip                   | Punts                   |                         |
| ----------------------- | ------------------------------- | ----------------------- | ----------------------- | ----------------------- |
| 1r                      | Kasper Asgreen                  | Deceuninck-Quick Step   | 40 pts                  |                         |
| 2n                      | Peter Sagan                     | Bora-Hansgrohe          | 36 pts                  |                         |
| 3r                      | Sergio Higuita García           | EF Education First      | 29 pts                  |                         |
| 4t                      | Jasper Philipsen                | UAE Team Emirates       | 28 pts                  |                         |
| 5è                      | Tadej Pogačar                   | UAE Team Emirates       | 25 pts                  |                         |
| 6è                      | Rémi Cavagna                    | Deceuninck-Quick Step   | 22 pts                  |                         |
| 7è                      | Maximilian Schachmann           | Bora-Hansgrohe          | 21 pts                  |                         |
| 8è                      | Maximiliano Richeze Araquistain | Deceuninck-Quick Step   | 20 pts                  |                         |
| 9è                      | Fabio Jakobsen                  | Deceuninck-Quick Step   | 18 pts                  |                         |
| 10è                     | Travis McCabe                   | Estats Units d'Amèrica  | 16 pts                  |                         |

| Classificació per punts | Classificació per punts         | Classificació per punts | Classificació per punts | Classificació per punts |
| Corredor                | Corredor                        | Equip                   | Punts                   |                         |
| ----------------------- | ------------------------------- | ----------------------- | ----------------------- | ----------------------- |
| 1r                      | Kasper Asgreen                  | Deceuninck-Quick Step   | 40 pts                  |                         |
| 2n                      | Peter Sagan                     | Bora-Hansgrohe          | 36 pts                  |                         |
| 3r                      | Sergio Higuita García           | EF Education First      | 29 pts                  |                         |
| 4t                      | Jasper Philipsen                | UAE Team Emirates       | 28 pts                  |                         |
| 5è                      | Tadej Pogačar                   | UAE Team Emirates       | 25 pts                  |                         |
| 6è                      | Rémi Cavagna                    | Deceuninck-Quick Step   | 22 pts                  |                         |
| 7è                      | Maximilian Schachmann           | Bora-Hansgrohe          | 21 pts                  |                         |
| 8è                      | Maximiliano Richeze Araquistain | Deceuninck-Quick Step   | 20 pts                  |                         |
| 9è                      | Fabio Jakobsen                  | Deceuninck-Quick Step   | 18 pts                  |                         |
| 10è                     | Travis McCabe                   | Estats Units d'Amèrica  | 16 pts                  |                         |

| Classificació de la muntanya | Classificació de la muntanya | Classificació de la muntanya | Classificació de la muntanya | Classificació de la muntanya |
| Corredor                     | Corredor                     | Equip                        | Punts                        |                              |
| ---------------------------- | ---------------------------- | ---------------------------- | ---------------------------- | ---------------------------- |
| 1r                           | Davide Ballerini             | Astana                       | 51 pts                       |                              |
| 2n                           | Alex Hoehn                   | Estats Units d'Amèrica       | 35 pts                       |                              |
| 3r                           | Rémi Cavagna                 | Deceuninck-Quick Step        | 31 pts                       |                              |
| 4t                           | Sergio Higuita García        | EF Education First           | 20 pts                       |                              |
| 5è                           | Tadej Pogačar                | UAE Team Emirates            | 15 pts                       |                              |
| 6è                           | Kasper Asgreen               | Deceuninck-Quick Step        | 14 pts                       |                              |
| 7è                           | Michael Hernandez            | Estats Units d'Amèrica       | 13 pts                       |                              |
| 8è                           | Lachlan Morton               | EF Education First           | 13 pts                       |                              |
| 9è                           | Paweł Bernas                 | CCC Team                     | 12 pts                       |                              |
| 10è                          | Hugo Houle                   | Astana                       | 11 pts                       |                              |

| Classificació de la muntanya | Classificació de la muntanya | Classificació de la muntanya | Classificació de la muntanya | Classificació de la muntanya |
| Corredor                     | Corredor                     | Equip                        | Punts                        |                              |
| ---------------------------- | ---------------------------- | ---------------------------- | ---------------------------- | ---------------------------- |
| 1r                           | Davide Ballerini             | Astana                       | 51 pts                       |                              |
| 2n                           | Alex Hoehn                   | Estats Units d'Amèrica       | 35 pts                       |                              |
| 3r                           | Rémi Cavagna                 | Deceuninck-Quick Step        | 31 pts                       |                              |
| 4t                           | Sergio Higuita García        | EF Education First           | 20 pts                       |                              |
| 5è                           | Tadej Pogačar                | UAE Team Emirates            | 15 pts                       |                              |
| 6è                           | Kasper Asgreen               | Deceuninck-Quick Step        | 14 pts                       |                              |
| 7è                           | Michael Hernandez            | Estats Units d'Amèrica       | 13 pts                       |                              |
| 8è                           | Lachlan Morton               | EF Education First           | 13 pts                       |                              |
| 9è                           | Paweł Bernas                 | CCC Team                     | 12 pts                       |                              |
| 10è                          | Hugo Houle                   | Astana                       | 11 pts                       |                              |

| Classificació del millor jove | Classificació del millor jove | Classificació del millor jove | Classificació del millor jove | Classificació del millor jove |
| Corredor                      | Corredor                      | Equip                         | Temps                         |                               |
| ----------------------------- | ----------------------------- | ----------------------------- | ----------------------------- | ----------------------------- |
| 1r                            | Tadej Pogačar                 | UAE Team Emirates             | 32h 55' 12"                   |                               |
| 2n                            | Sergio Higuita García         | EF Education First            | + 16"                         |                               |
| 3r                            | João Almeida                  | Hagens Berman Axeon           | + 12' 33"                     |                               |
| 4t                            | Edward Anderson               | Hagens Berman Axeon           | + 29' 19"                     |                               |
| 5è                            | Alex Hoehn                    | Estats Units d'Amèrica        | + 39' 03"                     |                               |
| 6è                            | Mikkel Bjerg                  | Hagens Berman Axeon           | + 44' 00"                     |                               |
| 7è                            | Jasper Philipsen              | UAE Team Emirates             | + 44' 58"                     |                               |
| 8è                            | Michael Storer                | Team Sunweb                   | + 1h 08' 38"                  |                               |
| 9è                            | Szymon Sajnok                 | CCC Team                      | + 1h 11' 48"                  |                               |
| 10è                           | Michael Hernandez             | Estats Units d'Amèrica        | + 1h 31' 04"                  |                               |

| Classificació del millor jove | Classificació del millor jove | Classificació del millor jove | Classificació del millor jove | Classificació del millor jove |
| Corredor                      | Corredor                      | Equip                         | Temps                         |                               |
| ----------------------------- | ----------------------------- | ----------------------------- | ----------------------------- | ----------------------------- |
| 1r                            | Tadej Pogačar                 | UAE Team Emirates             | 32h 55' 12"                   |                               |
| 2n                            | Sergio Higuita García         | EF Education First            | + 16"                         |                               |
| 3r                            | João Almeida                  | Hagens Berman Axeon           | + 12' 33"                     |                               |
| 4t                            | Edward Anderson               | Hagens Berman Axeon           | + 29' 19"                     |                               |
| 5è                            | Alex Hoehn                    | Estats Units d'Amèrica        | + 39' 03"                     |                               |
| 6è                            | Mikkel Bjerg                  | Hagens Berman Axeon           | + 44' 00"                     |                               |
| 7è                            | Jasper Philipsen              | UAE Team Emirates             | + 44' 58"                     |                               |
| 8è                            | Michael Storer                | Team Sunweb                   | + 1h 08' 38"                  |                               |
| 9è                            | Szymon Sajnok                 | CCC Team                      | + 1h 11' 48"                  |                               |
| 10è                           | Michael Hernandez             | Estats Units d'Amèrica        | + 1h 31' 04"                  |                               |

| Classificació per equips | Classificació per equips   | Classificació per equips | Classificació per equips |
| Equip                    | Equip                      | Temps                    |                          |
| ------------------------ | -------------------------- | ------------------------ | ------------------------ |
| 1r                       | EF Education First         | 98h 49' 34"              |                          |
| 2n                       | Cofidis, Solutions Crédits | + 2' 35"                 |                          |
| 3r                       | Rally UHC Cycling          | + 4' 11"                 |                          |
| 4t                       | Astana                     | + 4' 28"                 |                          |
| 5è                       | UAE Team Emirates          | + 13' 01"                |                          |
| 6è                       | Trek-Segafredo             | + 17' 07"                |                          |
| 7è                       | CCC Team                   | + 21' 15"                |                          |
| 8è                       | Team Jumbo-Visma           | + 25' 57"                |                          |
| 9è                       | Katusha-Alpecin            | + 30' 07"                |                          |
| 10è                      | Deceuninck-Quick Step      | + 32' 50"                |                          |

| Classificació per equips | Classificació per equips   | Classificació per equips | Classificació per equips |
| Equip                    | Equip                      | Temps                    |                          |
| ------------------------ | -------------------------- | ------------------------ | ------------------------ |
| 1r                       | EF Education First         | 98h 49' 34"              |                          |
| 2n                       | Cofidis, Solutions Crédits | + 2' 35"                 |                          |
| 3r                       | Rally UHC Cycling          | + 4' 11"                 |                          |
| 4t                       | Astana                     | + 4' 28"                 |                          |
| 5è                       | UAE Team Emirates          | + 13' 01"                |                          |
| 6è                       | Trek-Segafredo             | + 17' 07"                |                          |
| 7è                       | CCC Team                   | + 21' 15"                |                          |
| 8è                       | Team Jumbo-Visma           | + 25' 57"                |                          |
| 9è                       | Katusha-Alpecin            | + 30' 07"                |                          |
| 10è                      | Deceuninck-Quick Step      | + 32' 50"                |                          |

## Evolució de les classificacions
| Etapa                  | Vencedor               | Classificació general | Classificació dels esprints | Classificació de la muntanya | Classificació dels joves | Classificació per equips | Combativitat      |
| ---------------------- | ---------------------- | --------------------- | --------------------------- | ---------------------------- | ------------------------ | ------------------------ | ----------------- |
| 1                      | Peter Sagan            | Peter Sagan           | Peter Sagan                 | no entregat                  | Tyler Stites             | Team Ineos               | Charles Planet    |
| 2                      | Kasper Asgreen         | Tejay Van Garderen    | Kasper Asgreen              | Davide Ballerini             | Tadej Pogačar            | EF Education First       | Evan Huffman      |
| 3                      | Rémi Cavagna           | Tejay Van Garderen    | Kasper Asgreen              | Alex Hoehn                   | Tadej Pogačar            | EF Education First       | Rémi Cavagna      |
| 4                      | Fabio Jakobsen         | Tejay Van Garderen    | Peter Sagan                 | Alex Hoehn                   | Tadej Pogačar            | EF Education First       | Michael Hernandez |
| 5                      | Iván García Cortina    | Tejay Van Garderen    | Kasper Asgreen              | Davide Ballerini             | Tadej Pogačar            | EF Education First       | Matteo Badilatti  |
| 6                      | Tadej Pogačar          | Tadej Pogačar         | Kasper Asgreen              | Davide Ballerini             | Tadej Pogačar            | EF Education First       | Mikkel Bjerg      |
| 7                      | Cees Bol               | Tadej Pogačar         | Kasper Asgreen              | Davide Ballerini             | Tadej Pogačar            | EF Education First       | Alex Hoehn        |
| Classificacions finals | Classificacions finals | Tadej Pogačar         | Kasper Asgreen              | Davide Ballerini             | Tadej Pogačar            | EF Education First       | no entregat       |

## Llista de participants
| Team Ineos INS | Team Ineos INS                   | Team Ineos INS |
| -------------- | -------------------------------- | -------------- |
| Núm            | Ciclista                         | Pos            |
| 1              | Gianni Moscon (ITA) (crono)      | 16è            |
| 2              | Leonardo Basso (ITA)             | 97è            |
| 3              | David de la Cruz Melgarejo (ESP) | NP-5           |
| 4              | Owain Doull (GBR)                | 62è            |
| 5              | Kristoffer Halvorsen (NOR)       | 76è            |
| 6              | Diego Rosa (ITA)                 | 43è            |
| 7              | Luke Rowe (GBR)                  | 68è            |

| EF Education First EF1 | EF Education First EF1      | EF Education First EF1 |
| ---------------------- | --------------------------- | ---------------------- |
| Núm                    | Ciclista                    | Pos                    |
| 11                     | Rigoberto Urán (COL)        | 14è                    |
| 12                     | Lawson Craddock (USA)       | 42è                    |
| 13                     | Sergio Higuita García (COL) | 2n                     |
| 14                     | Alex Howes (USA)            | 94è                    |
| 15                     | Lachlan Morton (AUS)        | 17è                    |
| 16                     | Taylor Phinney (USA)        | DNF-5                  |
| 17                     | Tejay van Garderen (USA)    | 9è                     |

| Team Jumbo-Visma TJV | Team Jumbo-Visma TJV    | Team Jumbo-Visma TJV |
| -------------------- | ----------------------- | -------------------- |
| Núm                  | Ciclista                | Pos                  |
| 21                   | George Bennett (NZL)    | 4t                   |
| 22                   | Floris De Tier (BEL)    | 49è                  |
| 23                   | Lennard Hofstede (NED)  | 63è                  |
| 24                   | Bert-Jan Lindeman (NED) | 92è                  |
| 25                   | Neilson Powless (USA)   | 32è                  |
| 26                   | Timo Roosen (NED)       | NP-5                 |
| 27                   | Danny van Poppel (NED)  | DNF-6                |

| UAE Team Emirates UAD | UAE Team Emirates UAD             | UAE Team Emirates UAD |
| --------------------- | --------------------------------- | --------------------- |
| Núm                   | Ciclista                          | Pos                   |
| 31                    | Tadej Pogačar (SLO)               | 1r                    |
| 32                    | Kristijan Đurasek (CRO)           | NP-4                  |
| 33                    | Roberto Ferrari (ITA)             | DNF-7                 |
| 34                    | Vegard Stake Laengen (NOR) (ruta) | 35è                   |
| 35                    | Cristian Camilo Muñoz (COL)       | 26è                   |
| 36                    | Rui Oliveira (POR)                | 57è                   |
| 37                    | Jasper Philipsen (BEL)            | 61è                   |

| Trek-Segafredo TFS | Trek-Segafredo TFS         | Trek-Segafredo TFS |
| ------------------ | -------------------------- | ------------------ |
| Núm                | Ciclista                   | Pos                |
| 41                 | Richie Porte (AUS)         | 5è                 |
| 42                 | John Degenkolb (GER)       | 77è                |
| 43                 | Niklas Eg (DEN)            | 34è                |
| 44                 | Mads Pedersen (DEN)        | 91è                |
| 45                 | Kiel Reijnen (USA)         | 105è               |
| 46                 | Toms Skujiņš (LAT) (crono) | 64è                |
| 47                 | Peter Stetina (USA)        | 28è                |

| Bahrain-Merida TBM | Bahrain-Merida TBM         | Bahrain-Merida TBM |
| ------------------ | -------------------------- | ------------------ |
| Núm                | Ciclista                   | Pos                |
| 51                 | Rohan Dennis (AUS) (crono) | 11è                |
| 52                 | Phil Bauhaus (GER)         | 83è                |
| 53                 | Iván García Cortina (ESP)  | 87è                |
| 54                 | Heinrich Haussler (AUS)    | 84è                |
| 55                 | Hermann Pernsteiner (AUT)  | 19è                |
| 56                 | Marcel Sieberg (GER)       | 95è                |

| Rally UHC Cycling RLY | Rally UHC Cycling RLY | Rally UHC Cycling RLY |
| --------------------- | --------------------- | --------------------- |
| Núm                   | Ciclista              | Pos                   |
| 61                    | Brandon McNulty (USA) | DNF-6                 |
| 62                    | Rob Britton (CAN)     | 12è                   |
| 63                    | Nigel Ellsay (CAN)    | DNF-3                 |
| 64                    | Evan Huffman (USA)    | 59è                   |
| 65                    | Gavin Mannion (USA)   | 15è                   |
| 66                    | Kyle Murphy (USA)     | 30è                   |
| 67                    | Emerson Oronte (USA)  | 82è                   |

| Katusha-Alpecin TKA | Katusha-Alpecin TKA         | Katusha-Alpecin TKA |
| ------------------- | --------------------------- | ------------------- |
| Núm                 | Ciclista                    | Pos                 |
| 71                  | Simon Špilak (SLO)          | 6è                  |
| 72                  | Steff Cras (BEL)            | NP-5                |
| 73                  | Jens Debusschere (BEL)      | 90è                 |
| 74                  | Matteo Fabbro (ITA)         | 58è                 |
| 75                  | José Gonçalves Maciel (POR) | 66è                 |
| 76                  | Nathan Haas (AUS)           | 56è                 |
| 77                  | Rick Zabel (GER)            | 98è                 |

| Cofidis, Solutions Crédits COF | Cofidis, Solutions Crédits COF    | Cofidis, Solutions Crédits COF |
| ------------------------------ | --------------------------------- | ------------------------------ |
| Núm                            | Ciclista                          | Pos                            |
| 81                             | Nacer Bouhanni (FRA)              | 70è                            |
| 82                             | John Darwin Atapuma Hurtado (COL) | 22è                            |
| 83                             | Natnael Berhane (ERI)             | 20è                            |
| 84                             | Filippo Fortin (ITA)              | 102è                           |
| 85                             | Jesper Hansen (DEN)               | 7è                             |
| 86                             | Mathias Le Turnier (FRA)          | 24è                            |
| 87                             | Luis Ángel Maté Mardones (ESP)    | 29è                            |

| Deceuninck-Quick Step DQT | Deceuninck-Quick Step DQT                    | Deceuninck-Quick Step DQT |
| ------------------------- | -------------------------------------------- | ------------------------- |
| Núm                       | Ciclista                                     | Pos                       |
| 91                        | Zdeněk Štybar (CZE)                          | 53è                       |
| 92                        | Kasper Asgreen (DEN)                         | 3r                        |
| 93                        | Rémi Cavagna (FRA)                           | 36è                       |
| 94                        | Tim Declercq (BEL)                           | 71è                       |
| 95                        | Fabio Jakobsen (NED)                         | 96è                       |
| 96                        | Michael Mørkøv (DEN) (ruta)                  | 80è                       |
| 97                        | Maximiliano Richeze Araquistain (ARG) (ruta) | 75è                       |

| Astana AST | Astana AST                   | Astana AST |
| ---------- | ---------------------------- | ---------- |
| Núm        | Ciclista                     | Pos        |
| 101        | Magnus Cort Nielsen (DEN)    | DNF-7      |
| 102        | Davide Ballerini (ITA)       | 46è        |
| 103        | Rodrigo Contreras (COL)      | 21è        |
| 104        | Laurens De Vreese (BEL)      | 88è        |
| 105        | Danil Fominikh (KAZ) (crono) | 52è        |
| 106        | Jonas Gregaard Wilsly (DEN)  | 18è        |
| 107        | Hugo Houle (CAN)             | 40è        |

| Bora-Hansgrohe BOH | Bora-Hansgrohe BOH          | Bora-Hansgrohe BOH |
| ------------------ | --------------------------- | ------------------ |
| Núm                | Ciclista                    | Pos                |
| 111                | Peter Sagan (SVK) (ruta)    | 79è                |
| 112                | Erik Baška (SVK)            | 108è               |
| 113                | Oscar Gatto (ITA)           | 107è               |
| 114                | Felix Großschartner (AUT)   | 8è                 |
| 115                | Daniel Oss (ITA)            | 72è                |
| 116                | Juraj Sagan (SVK)           | 73è                |
| 117                | Maximilian Schachmann (GER) | 10è                |

| CCC Team CCC | CCC Team CCC          | CCC Team CCC |
| ------------ | --------------------- | ------------ |
| Núm          | Ciclista              | Pos          |
| 121          | Simon Geschke (GER)   | 39è          |
| 122          | William Barta (USA)   | DNF-3        |
| 123          | Paweł Bernas (POL)    | 67è          |
| 124          | Szymon Sajnok (POL)   | 89è          |
| 125          | Michael Schär (SUI)   | 27è          |
| 126          | Gijs Van Hoecke (BEL) | 48è          |
| 127          | Riccardo Zoidl (AUT)  | 13è          |

| Dimension Data TDD | Dimension Data TDD                | Dimension Data TDD |
| ------------------ | --------------------------------- | ------------------ |
| Núm                | Ciclista                          | Pos                |
| 131                | Mark Cavendish (GBR)              | DNF-7              |
| 132                | Lars Ytting Bak (DEN)             | 65è                |
| 133                | Bernhard Eisel (AUT)              | 109è               |
| 134                | Reinardt Janse van Rensburg (RSA) | 74è                |
| 135                | Benjamin King (USA)               | 31è                |
| 136                | Louis Meintjes (RSA)              | NP-5               |
| 137                | Jay Robert Thomson (RSA)          | 99è                |

| Team Sunweb SUN | Team Sunweb SUN           | Team Sunweb SUN |
| --------------- | ------------------------- | --------------- |
| Núm             | Ciclista                  | Pos             |
| 141             | Max Walscheid (GER)       | 101è            |
| 142             | Cees Bol (NED)            | 78è             |
| 143             | Roy Curvers (NED)         | 85è             |
| 144             | Johannes Fröhlinger (GER) | 55è             |
| 145             | Joris Nieuwenhuis (NED)   | 50è             |
| 146             | Casper Pedersen (DEN)     | NP-6            |
| 147             | Michael Storer (AUS)      | 86è             |

| Israel Cycling Academy ICA | Israel Cycling Academy ICA | Israel Cycling Academy ICA |
| -------------------------- | -------------------------- | -------------------------- |
| Núm                        | Ciclista                   | Pos                        |
| 151                        | Sondre Holst Enger (NOR)   | DNF-3                      |
| 152                        | Edwin Ávila Vanegas (COL)  | 25è                        |
| 153                        | Matteo Badilatti (SUI)     | 51è                        |
| 154                        | Alexander Cataford (CAN)   | 23è                        |
| 155                        | Roy Goldstein (ISR) (ruta) | 110è                       |
| 156                        | Guy Sagiv (ISR)            | 100è                       |
| 157                        | Hamish Schreurs (NZL)      | DNF-7                      |

| Hagens Berman Axeon HBA | Hagens Berman Axeon HBA     | Hagens Berman Axeon HBA |
| ----------------------- | --------------------------- | ----------------------- |
| Núm                     | Ciclista                    | Pos                     |
| 161                     | Mikkel Bjerg (DEN)          | 60è                     |
| 162                     | João Almeida (POR)          | 33è                     |
| 163                     | Edward Anderson (USA)       | 45è                     |
| 164                     | Jonathan Brown (USA) (ruta) | 111è                    |
| 165                     | Cole Davis (USA)            | DNF-7                   |
| 166                     | Ian Garrison (USA)          | 112è                    |
| 167                     | Michael Rice (AUS)          | 104è                    |

| Team Novo Nordisk TNN | Team Novo Nordisk TNN   | Team Novo Nordisk TNN |
| --------------------- | ----------------------- | --------------------- |
| Núm                   | Ciclista                | Pos                   |
| 171                   | David Lozano Riba (ESP) | 47è                   |
| 172                   | Sam Brand (GBR)         | 93è                   |
| 173                   | Fabio Calabria (AUS)    | DNF-3                 |
| 174                   | Joonas Henttala (FIN)   | 69è                   |
| 175                   | Péter Kusztor (HUN)     | 38è                   |
| 176                   | Andrea Peron (ITA)      | 81è                   |
| 177                   | Charles Planet (FRA)    | 41è                   |

| Estats Units d'Amèrica USA | Estats Units d'Amèrica USA | Estats Units d'Amèrica USA |
| -------------------------- | -------------------------- | -------------------------- |
| Núm                        | Ciclista                   | Pos                        |
| 181                        | Travis McCabe              | 44è                        |
| 182                        | Samuel Boardman            | 103è                       |
| 183                        | Miguel Bryon               | DNF-7                      |
| 184                        | Michael Hernandez          | 106è                       |
| 185                        | Alex Hoehn                 | 54è                        |
| 186                        | Tyler Stites               | NP-5                       |
| 187                        | Keegan Swirbul             | 37è                        |

| Team Ineos INS | Team Ineos INS                   | Team Ineos INS |
| -------------- | -------------------------------- | -------------- |
| Núm            | Ciclista                         | Pos            |
| 1              | Gianni Moscon (ITA) (crono)      | 16è            |
| 2              | Leonardo Basso (ITA)             | 97è            |
| 3              | David de la Cruz Melgarejo (ESP) | NP-5           |
| 4              | Owain Doull (GBR)                | 62è            |
| 5              | Kristoffer Halvorsen (NOR)       | 76è            |
| 6              | Diego Rosa (ITA)                 | 43è            |
| 7              | Luke Rowe (GBR)                  | 68è            |

| EF Education First EF1 | EF Education First EF1      | EF Education First EF1 |
| ---------------------- | --------------------------- | ---------------------- |
| Núm                    | Ciclista                    | Pos                    |
| 11                     | Rigoberto Urán (COL)        | 14è                    |
| 12                     | Lawson Craddock (USA)       | 42è                    |
| 13                     | Sergio Higuita García (COL) | 2n                     |
| 14                     | Alex Howes (USA)            | 94è                    |
| 15                     | Lachlan Morton (AUS)        | 17è                    |
| 16                     | Taylor Phinney (USA)        | DNF-5                  |
| 17                     | Tejay van Garderen (USA)    | 9è                     |

| Team Jumbo-Visma TJV | Team Jumbo-Visma TJV    | Team Jumbo-Visma TJV |
| -------------------- | ----------------------- | -------------------- |
| Núm                  | Ciclista                | Pos                  |
| 21                   | George Bennett (NZL)    | 4t                   |
| 22                   | Floris De Tier (BEL)    | 49è                  |
| 23                   | Lennard Hofstede (NED)  | 63è                  |
| 24                   | Bert-Jan Lindeman (NED) | 92è                  |
| 25                   | Neilson Powless (USA)   | 32è                  |
| 26                   | Timo Roosen (NED)       | NP-5                 |
| 27                   | Danny van Poppel (NED)  | DNF-6                |

| UAE Team Emirates UAD | UAE Team Emirates UAD             | UAE Team Emirates UAD |
| --------------------- | --------------------------------- | --------------------- |
| Núm                   | Ciclista                          | Pos                   |
| 31                    | Tadej Pogačar (SLO)               | 1r                    |
| 32                    | Kristijan Đurasek (CRO)           | NP-4                  |
| 33                    | Roberto Ferrari (ITA)             | DNF-7                 |
| 34                    | Vegard Stake Laengen (NOR) (ruta) | 35è                   |
| 35                    | Cristian Camilo Muñoz (COL)       | 26è                   |
| 36                    | Rui Oliveira (POR)                | 57è                   |
| 37                    | Jasper Philipsen (BEL)            | 61è                   |

| Trek-Segafredo TFS | Trek-Segafredo TFS         | Trek-Segafredo TFS |
| ------------------ | -------------------------- | ------------------ |
| Núm                | Ciclista                   | Pos                |
| 41                 | Richie Porte (AUS)         | 5è                 |
| 42                 | John Degenkolb (GER)       | 77è                |
| 43                 | Niklas Eg (DEN)            | 34è                |
| 44                 | Mads Pedersen (DEN)        | 91è                |
| 45                 | Kiel Reijnen (USA)         | 105è               |
| 46                 | Toms Skujiņš (LAT) (crono) | 64è                |
| 47                 | Peter Stetina (USA)        | 28è                |

| Bahrain-Merida TBM | Bahrain-Merida TBM         | Bahrain-Merida TBM |
| ------------------ | -------------------------- | ------------------ |
| Núm                | Ciclista                   | Pos                |
| 51                 | Rohan Dennis (AUS) (crono) | 11è                |
| 52                 | Phil Bauhaus (GER)         | 83è                |
| 53                 | Iván García Cortina (ESP)  | 87è                |
| 54                 | Heinrich Haussler (AUS)    | 84è                |
| 55                 | Hermann Pernsteiner (AUT)  | 19è                |
| 56                 | Marcel Sieberg (GER)       | 95è                |

| Rally UHC Cycling RLY | Rally UHC Cycling RLY | Rally UHC Cycling RLY |
| --------------------- | --------------------- | --------------------- |
| Núm                   | Ciclista              | Pos                   |
| 61                    | Brandon McNulty (USA) | DNF-6                 |
| 62                    | Rob Britton (CAN)     | 12è                   |
| 63                    | Nigel Ellsay (CAN)    | DNF-3                 |
| 64                    | Evan Huffman (USA)    | 59è                   |
| 65                    | Gavin Mannion (USA)   | 15è                   |
| 66                    | Kyle Murphy (USA)     | 30è                   |
| 67                    | Emerson Oronte (USA)  | 82è                   |

| Katusha-Alpecin TKA | Katusha-Alpecin TKA         | Katusha-Alpecin TKA |
| ------------------- | --------------------------- | ------------------- |
| Núm                 | Ciclista                    | Pos                 |
| 71                  | Simon Špilak (SLO)          | 6è                  |
| 72                  | Steff Cras (BEL)            | NP-5                |
| 73                  | Jens Debusschere (BEL)      | 90è                 |
| 74                  | Matteo Fabbro (ITA)         | 58è                 |
| 75                  | José Gonçalves Maciel (POR) | 66è                 |
| 76                  | Nathan Haas (AUS)           | 56è                 |
| 77                  | Rick Zabel (GER)            | 98è                 |

| Cofidis, Solutions Crédits COF | Cofidis, Solutions Crédits COF    | Cofidis, Solutions Crédits COF |
| ------------------------------ | --------------------------------- | ------------------------------ |
| Núm                            | Ciclista                          | Pos                            |
| 81                             | Nacer Bouhanni (FRA)              | 70è                            |
| 82                             | John Darwin Atapuma Hurtado (COL) | 22è                            |
| 83                             | Natnael Berhane (ERI)             | 20è                            |
| 84                             | Filippo Fortin (ITA)              | 102è                           |
| 85                             | Jesper Hansen (DEN)               | 7è                             |
| 86                             | Mathias Le Turnier (FRA)          | 24è                            |
| 87                             | Luis Ángel Maté Mardones (ESP)    | 29è                            |

| Deceuninck-Quick Step DQT | Deceuninck-Quick Step DQT                    | Deceuninck-Quick Step DQT |
| ------------------------- | -------------------------------------------- | ------------------------- |
| Núm                       | Ciclista                                     | Pos                       |
| 91                        | Zdeněk Štybar (CZE)                          | 53è                       |
| 92                        | Kasper Asgreen (DEN)                         | 3r                        |
| 93                        | Rémi Cavagna (FRA)                           | 36è                       |
| 94                        | Tim Declercq (BEL)                           | 71è                       |
| 95                        | Fabio Jakobsen (NED)                         | 96è                       |
| 96                        | Michael Mørkøv (DEN) (ruta)                  | 80è                       |
| 97                        | Maximiliano Richeze Araquistain (ARG) (ruta) | 75è                       |

| Astana AST | Astana AST                   | Astana AST |
| ---------- | ---------------------------- | ---------- |
| Núm        | Ciclista                     | Pos        |
| 101        | Magnus Cort Nielsen (DEN)    | DNF-7      |
| 102        | Davide Ballerini (ITA)       | 46è        |
| 103        | Rodrigo Contreras (COL)      | 21è        |
| 104        | Laurens De Vreese (BEL)      | 88è        |
| 105        | Danil Fominikh (KAZ) (crono) | 52è        |
| 106        | Jonas Gregaard Wilsly (DEN)  | 18è        |
| 107        | Hugo Houle (CAN)             | 40è        |

| Bora-Hansgrohe BOH | Bora-Hansgrohe BOH          | Bora-Hansgrohe BOH |
| ------------------ | --------------------------- | ------------------ |
| Núm                | Ciclista                    | Pos                |
| 111                | Peter Sagan (SVK) (ruta)    | 79è                |
| 112                | Erik Baška (SVK)            | 108è               |
| 113                | Oscar Gatto (ITA)           | 107è               |
| 114                | Felix Großschartner (AUT)   | 8è                 |
| 115                | Daniel Oss (ITA)            | 72è                |
| 116                | Juraj Sagan (SVK)           | 73è                |
| 117                | Maximilian Schachmann (GER) | 10è                |

| CCC Team CCC | CCC Team CCC          | CCC Team CCC |
| ------------ | --------------------- | ------------ |
| Núm          | Ciclista              | Pos          |
| 121          | Simon Geschke (GER)   | 39è          |
| 122          | William Barta (USA)   | DNF-3        |
| 123          | Paweł Bernas (POL)    | 67è          |
| 124          | Szymon Sajnok (POL)   | 89è          |
| 125          | Michael Schär (SUI)   | 27è          |
| 126          | Gijs Van Hoecke (BEL) | 48è          |
| 127          | Riccardo Zoidl (AUT)  | 13è          |

| Dimension Data TDD | Dimension Data TDD                | Dimension Data TDD |
| ------------------ | --------------------------------- | ------------------ |
| Núm                | Ciclista                          | Pos                |
| 131                | Mark Cavendish (GBR)              | DNF-7              |
| 132                | Lars Ytting Bak (DEN)             | 65è                |
| 133                | Bernhard Eisel (AUT)              | 109è               |
| 134                | Reinardt Janse van Rensburg (RSA) | 74è                |
| 135                | Benjamin King (USA)               | 31è                |
| 136                | Louis Meintjes (RSA)              | NP-5               |
| 137                | Jay Robert Thomson (RSA)          | 99è                |

| Team Sunweb SUN | Team Sunweb SUN           | Team Sunweb SUN |
| --------------- | ------------------------- | --------------- |
| Núm             | Ciclista                  | Pos             |
| 141             | Max Walscheid (GER)       | 101è            |
| 142             | Cees Bol (NED)            | 78è             |
| 143             | Roy Curvers (NED)         | 85è             |
| 144             | Johannes Fröhlinger (GER) | 55è             |
| 145             | Joris Nieuwenhuis (NED)   | 50è             |
| 146             | Casper Pedersen (DEN)     | NP-6            |
| 147             | Michael Storer (AUS)      | 86è             |

| Israel Cycling Academy ICA | Israel Cycling Academy ICA | Israel Cycling Academy ICA |
| -------------------------- | -------------------------- | -------------------------- |
| Núm                        | Ciclista                   | Pos                        |
| 151                        | Sondre Holst Enger (NOR)   | DNF-3                      |
| 152                        | Edwin Ávila Vanegas (COL)  | 25è                        |
| 153                        | Matteo Badilatti (SUI)     | 51è                        |
| 154                        | Alexander Cataford (CAN)   | 23è                        |
| 155                        | Roy Goldstein (ISR) (ruta) | 110è                       |
| 156                        | Guy Sagiv (ISR)            | 100è                       |
| 157                        | Hamish Schreurs (NZL)      | DNF-7                      |

| Hagens Berman Axeon HBA | Hagens Berman Axeon HBA     | Hagens Berman Axeon HBA |
| ----------------------- | --------------------------- | ----------------------- |
| Núm                     | Ciclista                    | Pos                     |
| 161                     | Mikkel Bjerg (DEN)          | 60è                     |
| 162                     | João Almeida (POR)          | 33è                     |
| 163                     | Edward Anderson (USA)       | 45è                     |
| 164                     | Jonathan Brown (USA) (ruta) | 111è                    |
| 165                     | Cole Davis (USA)            | DNF-7                   |
| 166                     | Ian Garrison (USA)          | 112è                    |
| 167                     | Michael Rice (AUS)          | 104è                    |

| Team Novo Nordisk TNN | Team Novo Nordisk TNN   | Team Novo Nordisk TNN |
| --------------------- | ----------------------- | --------------------- |
| Núm                   | Ciclista                | Pos                   |
| 171                   | David Lozano Riba (ESP) | 47è                   |
| 172                   | Sam Brand (GBR)         | 93è                   |
| 173                   | Fabio Calabria (AUS)    | DNF-3                 |
| 174                   | Joonas Henttala (FIN)   | 69è                   |
| 175                   | Péter Kusztor (HUN)     | 38è                   |
| 176                   | Andrea Peron (ITA)      | 81è                   |
| 177                   | Charles Planet (FRA)    | 41è                   |

| Estats Units d'Amèrica USA | Estats Units d'Amèrica USA | Estats Units d'Amèrica USA |
| -------------------------- | -------------------------- | -------------------------- |
| Núm                        | Ciclista                   | Pos                        |
| 181                        | Travis McCabe              | 44è                        |
| 182                        | Samuel Boardman            | 103è                       |
| 183                        | Miguel Bryon               | DNF-7                      |
| 184                        | Michael Hernandez          | 106è                       |
| 185                        | Alex Hoehn                 | 54è                        |
| 186                        | Tyler Stites               | NP-5                       |
| 187                        | Keegan Swirbul             | 37è                        |